# Ptilothrix deusta
Ptilothrix deusta är en halvgräsart som först beskrevs av Robert Brown, och fick sitt nu gällande namn av Karen Louise Wilson. Ptilothrix deusta ingår i släktet Ptilothrix och familjen halvgräs. Inga underarter finns listade i Catalogue of Life.